# Стовп Кацхі
Стовп Кацхі (груз. კაცხის სვეტი) — вапнякова скеля, розташована в селищі Кацхі, регіон Імереті в Грузії. Відносна висота стовпа становить приблизно 40 метрів. Перші згадки про Стовп Кацхі та зведений на ньому храм знаходяться в записах грузинського принца Вахушті Багратіоні.

## Історія
Кацхійський стовп ще з дохристиянських часів шанувався місцевими жителями як місце, де людина може наблизитися до Бога. Церква на вершині гірського утворення була побудована між VI і VIII століттями. З'ясували це в 1944 році, коли від храму залишився тільки фундамент. У XV столітті, коли Грузію захопили турки-оттомани, церква була зруйнована.
У 1993 році тут оселився один ченець. На залишках старого фундаменту він відбудував церкву.

## Опис
Сьогодні на стовпі Кацхі знаходиться церква, яка була зведена з руїн першого храму, склеп, винний льох, і зовнішня фортечна стіна на бічній нерівній поверхні гори. Церква Св.Максима Сповідника розташована в південно-східній частині поверхні Кацхі. Простий дизайн церковного залу, висотою 3,5 метрів і шириною 4,5 метрів, викладений з каменю, повністю повторює перший зруйнований храм. На південь від церкви знаходиться невеликий склеп, який служив колись усипальницею. Поруч з основою стовпа висічений Болніський хрест. Вгору можна піднятися за допомогою підвісної драбини, яку встановили після першої експедиції 1944 року.